# Pyrausta silhetalis
Pyrausta silhetalis là một loài bướm đêm trong họ Crambidae.